# Hexarthrius forsteri
Hexarthrius forsteri là một loài bọ cánh cứng trong họ Lucanidae. Loài này được Hope mô tả khoa học năm 1840.